# Glypta tenebrosa
Glypta tenebrosa là một loài tò vò trong họ Ichneumonidae.